# Rubus novogranatensis
Rubus novogranatensis är en rosväxtart som beskrevs av Asplund. Rubus novogranatensis ingår i släktet rubusar, och familjen rosväxter. Inga underarter finns listade i Catalogue of Life.